# Бартелсман, Роб
Роберт (Роб) Бартелсман (нидерл. Robert "Rob" Bartelsman; родился 29 апреля 1937 года, Амстердам) — нидерландский футболист, игравший на позиции нападающего, выступал за амстердамский «Аякс».

## Биография
Роб родился в апреле 1937 года в Амстердаме. Отец — Йохан Хендрикюс Францискюс Бартелсман, был родом из Амстердама, мать — Хиллегонд Керкховен, родилась в Вормервере. Родители развелись в июле 1951 года, когда ему было четырнадцать лет.
В 1949 году в возрасте двенадцати лет вступил в футбольный клуб «Аякс», играл за юношеский состав, а спустя шесть лет дебютировал в основной команде. Его отец в молодости также был членом клуба.
Единственный матч в чемпионате Нидерландов провёл 11 апреля 1955 года, выйдя в стартовом составе на встречу с клубом ХВК из Амерсфорта. После первого тайма Бартелсман был заменён, вместо него на поле появился Йоп Бюттер — встреча на домашнем стадионе «Де Мер» завершилась вничью со счётом 1:1.
В октябре 2009 года в честь 60-летнего членства в клубе Роб получил в подарок памятную тарелку